# Dori Parra de Orellana
Elena Dorila Parra Pinellaux (Barquisimeto, Venezuela, 25 de julio de 1923-Barquisimeto, 21 de marzo de 2007), más conocida como Dori Parra de Orellana, fue una política venezolana. Fue electa como diputada al Congreso Nacional por Acción Democrática en 1947. Después del golpe de Estado en Venezuela de 1948, Dori se unió a la lucha contra la Junta Militar y la dictadura de Marcos Pérez Jiménez, durante la cual fue apresada y torturada. Con la llegada de la democracia al país, fue electa como senadora por el estado Lara y fungió como gobernadora del estado, siendo primera mujer venezolana en ser senadora y gobernadora estatal.

## Biografía
Hija de Miguel Parra y Dorila Pinellaux González (quien a su vez era hija del inmigrante francés Nicholas Pinellaux), matrimonio que tuvo nueve hijos. La familia vivía en una casa grande a las afueras de Barquisimeto. En 1932 su madre falleció a los 49 años, cuando Parra tenía 9 años de edad. Estudió hasta la secundaria y comercio en la Academia Andrés Bello.
Fue electa como diputada al Congreso Nacional por el partido Acción Democrática en diciembre de 1947, cuando tenía 25 años, siendo las primeras elecciones donde las mujeres podían votar y postularse como candidatas. Durante su periodo legislativo destacó por su rol en la lucha de los derechos políticos de las mujeres. El 24 de noviembre de 1948 el presidente Rómulo Gallegos es derrocado por un golpe de Estado, después del cual Dori se suma a la resistencia en contra del gobierno de facto.

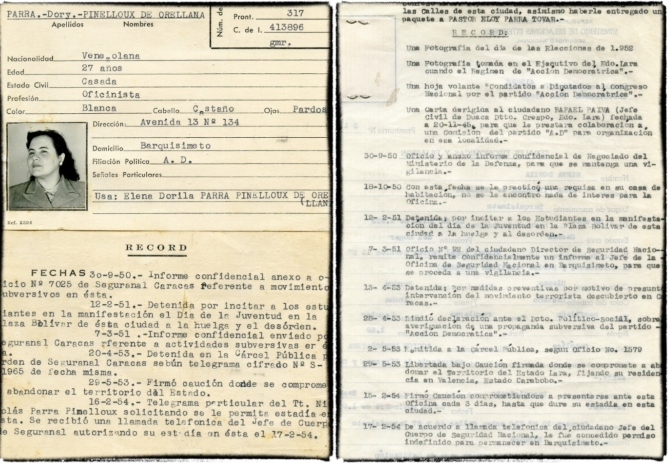
Reseña de la Dirección de Seguridad Nacional de Dori Parra

El 12 de febrero de 1951 fue detenida por la policía política de la Seguridad Nacional "por incitar a los estudiantes en la manifestación del Día de la Juventud en la plaza Bolívar de Barquisimeto, a la huelga y al desorden". El oficio atribuido para el momento de su detención era el de "Oficinista". Parra fue torturada durante su detención; posteriormente declararía que sus brazos fueron atados a las vigas del techo, siendo mantenida de pie hasta por 72 horas y obligada a ser testigo de las torturas contra su primo hermano. A pesar de las torturas, luego diría que nunca respondió a los interrogatorios a los que fue sometida. Su casa fue allanada frecuentemente y su familia amenazada.
Con la llegada de la democracia a Venezuela, Dori sirvió como representante del Concejo Municipal de Iribarren entre 1958 y 1968, entidad que llegó a presidir. Fue electa como senadora por el estado Lara en el período 1968-1973 en el Congreso Nacional, se desempeñó como gobernadora del estado entre 1975 y 1977, y volvió a ser electa como senadora para el período 1978-1983. Fue la primera mujer venezolana en ser senadora y gobernadora estatal.

## Vida personal
Dori contrajo matrimonio a los 16 años con Miguel Ángel Escalona García, quien tenía la misma edad y con quien tendía su único hijo, Hugo Rafael Escalona Parra. El matrimonio se separó y ella posteriormente se casaría con el médico tocuyano Fortunato Orellana Anzola.